# Siratus beauii
Siratus beauii är en snäckart som först beskrevs av P. Fischer och Bernardi 1857. Siratus beauii ingår i släktet Siratus och familjen purpursnäckor. Inga underarter finns listade i Catalogue of Life.